# Ozark, Alabama
Ozark là một thành phố thuộc quận Dale, tiểu bang Alabama, Hoa Kỳ. Dân số năm 2009 là 14588 người, mật độ đạt 165 người/km².